# Kruojos upės slėniai
Kruojos upės slėniai este o arie protejată (sit de importanță comunitară — SCI) din Lituania întinsă pe o suprafață de 195 ha, integral pe uscat.

## Localizare
Centrul sitului Kruojos upės slėniai este situat la coordonatele 56°01′01″N 23°54′35″E / 56.0169°N 23.9097°E.

## Înființare
Situl Kruojos upės slėniai a fost declarat sit de importanță comunitară în august 2008 pentru a proteja un număr necunoscut de specii din flora spontană și fauna sălbatică aflate în arealul zonei.

## Biodiversitate
Situată în ecoregiunea boreală, aria protejată conține 3 habitate naturale: Liziere de ierburi înalte hidrofile de câmpie și de nivel montan până la alpin, Pajiști aluvionare boreale nordice, Fânețe de joasă altitudine (Alopecurus pratensis, Sanguisorba officinalis).
La baza desemnării sitului se află un număr nedeclarat de specii protejate.